# Кудишин, Сергей Юрьевич
Сергей Юрьевич Кудишин («Кудя») (30 июля 1963 — 1 марта 1993, Москва) — советский и российский рок-музыкант, гитарист. Гастролировал и записывал альбомы с различными группами и исполнителями: «Дубль-1», «Саквояж» Вячеслава Малежика, «Весёлые ребята», «Рок-ателье», Роксана Бабаян, Женя Белоусов, Екатерина Семенова, София Ротару, «Альфа», «Каре», «Трамвай-желание» и «Чёрный кофе».

## Биография
Родился и вырос в Москве, в семье профессора, доктора технических наук. Окончил музыкальное училище им. Октябрьской революции по классу баяна, дополнительно брал уроки по классу гитары у частного педагога.
В конце 1978 года принимал участие в записи альбома Елены и Сергея Соколовых, в 1982 году альбом увидел свет, в целом он был выдержан в стилистике хард-рока.
В 1981—1983 годах служил в рядах Советской Армии в городе Наро-Фоминске, где играл на аккордеоне в оркестре Кантемировской дивизии.
В начале 1985 года Елена и Сергей Соколовы создали коллектив «Дубль-1», в состав которого вошли гитарист Сергей Кудишин и басист Юрий Карякин (экс-«Телефон»). В 1985 году был записан альбом с детскими песнями «Зоосад». Первое большое выступление коллектива состоялось на фестивале «Рок-панорама-86». Выступление особого успеха не принесло. Из группы ушёл Кудишин, пришёл гитарист Игорь Кожин.
В 1985 году в домашних условиях записал с Вячеславом Малежиком альбом «Ностальгия». В 1986 году, по рекомендации Малежика, Кудишин вошёл в состав ВИА «Весёлые ребята», принимал участие в записи пластинки «Минуточку». В том же году ушёл из коллектива и устроился на работу в Марийскую филармонию, где работал с участниками программы Ованеса Мелик-Пашаева «В едином ритме». Во время работы с Мелик-Пашаевым входил в состав группы «Альфа», принимал участие в гастрольной деятельности группы.
В 1986 году по инициативе Ованеса Мелик-Пашаева Кудишин и барабанщик Сергей Черняков перешли в «Чёрный кофе». С группой записывал альбомы «Светлый металл» (1986), «Переступи порог» (1987).
После концертов во дворце спорта «Дружба» 8-13 сентября 1987 года Кудишин ушёл из «Чёрного кофе» в собранную им группу «Рокер», впоследствии переименованную в «Каре». В конце 1987 года группа выступала на фестивале «Рок-дебют-87», где получила приз зрительский симпатий и заняла второе место. В Москве, в студии на ул. Красносельская были записаны песни «Вперед» и «Серый кардинал».
Весной 1988 года под влиянием Мелик-Пашаева Кудишин покинул «Каре» и вернулся в «Чёрный кофе». 13 мая 1988 года «Чёрный кофе» по приглашению председателя испанского движения «Артисты за мир» Эмилио Ринкона участвовал в фестивале San Isidro. Фестиваль проходил с 6 по 15 мая в Мадриде. Западные музыкальные критики высоко оценили профессионализм Сергея Кудишина и Сергея Чернякова. Группа гастролировала и перед концертами репетировала программу нового альбома «Вольному — воля» В конце года Кудишин ушёл из «Чёрного кофе».
Сотрудничал с композиторами Владимиром Матецким и Виктором Дорохиным.
В последние годы из-за прогрессирующей болезни отошёл от активной студийной и концертной работы. 1 марта 1993 года, на 30-м году жизни, Кудишин покончил жизнь самоубийством, выбросившись из окна. Похоронен на Николо-Архангельском кладбище в Москве, участок 3/4.

## Дискография
Сергей Кудишин принял участие в записи следующих альбомов
- Вячеслав Малежик — Ностальгия (1985)
- Дубль — 1 — У твоего огня (1985)
- Дубль — 1 — Зоосад (1985)
- Весёлые ребята — Минуточку! (1986)
- Черный кофе — Светлый металл (1986)
- Чёрный кофе — Переступи порог (1987)
- Игорь Саруханов — Если нам по пути (1987) (ударные)
- Вячеслав Малежик и группа «Саквояж» — Верблюд (1987)
- Роксана Бабаян — Roxana (1988)
- София Ротару — Золотое сердце (1988)
- Девочка моя синеглазая — Песни на музыку Виктора Дорохина и Стихи Любови Воропаевой (1989)
- Черный кофе — Вольному — воля! (1989) (Это — рок!)